# CEPID
Um CEPID (Centro de Pesquisa, Inovação e Difusão) é um programa Fundação de Amparo à Pesquisa do Estado de São Paulo, mais conhecida pela sigla FAPESP, que permite a criação e manutenção de centros de pesquisa de ponta, de inspiração norte-americana e que tem por objetivo reunir pesquisa multidisciplinar de alto nível, inovação tecnológica, ensino e divulgação científica. O programa teve início no ano 2000, quando deu suporte então a 11 centros de pesquisa por mais de dez anos. Em 2011, contudo, 17 CEPIDs foram selecionados, muito embora parte deles seja composta de centros de pesquisa contemplados com a renovação dos projetos.
| “ | O financiamento de grande porte e de longo prazo permite ousar nos objetivos de pesquisa, garante a consolidação da equipe e, ao mesmo tempo, confere maior escala à pesquisa científica e tecnológica no Estado. | ” |

## Lista de CEPIDs

### Primeira geração
Os chamados CEPIDs de primeira geração passaram por um processo de seleção que teve início em outubro de 1998, sendo contemplados seis núcleos da capital, além de um da UFSCar, um da USP de Ribeirão, um da USP de São Carlos e um da Unicamp. Os selecionados podiam receber de R$ 300 mil a R$ 2 milhões anualmente, com contratos iniciais de cinco anos, renováveis por mais dois períodos de três anos. Após 11 anos, eles devem ser auto-sustentáveis.
- Centro Antonio Prudente para Pesquisa e Tratamento do Câncer
- Centro de Estudos do Sono
- Centro de Pesquisa em Óptica e Fotônica de Campinas

### Segunda geração
- Centro de Estudos da Metrópole
- Centro de Pesquisa e Inovação em Biodiversidade e Fármacos
- Centro de Pesquisa em Alimentos
- Centro de Pesquisa em Doenças Inflamatórias
- Centro de Pesquisa em Engenharia e Ciências Computacionais
- Centro de Pesquisa em Matemática Aplicada à Indústria
- Centro de Pesquisa em Obesidade e Comorbidades
- Centro de Pesquisa em Processos Redox em Biomedicina
- Centro de Pesquisa em Toxinas, Resposta Imune e Sinalização Celular
- Centro de Pesquisa para o Desenvolvimento de Materiais Funcionais
- Centro de Pesquisa sobre o Genoma Humano e Células-Tronco
- Centro de Pesquisa, Educação e Inovação em Vidros
- Centro de Pesquisa, Inovação e Difusão em Neuromatemática
- Centro de Pesquisas em Óptica e Fotônica
- Centro de Terapia Celular
- Núcleo de Estudos da Violência
- Instituto de Pesquisa sobre Neurociências e Neurotecnologia